# Kråken
Kråken är en ort vid Örefjärden i Nordmalings kommun söder om Håknäs.
Kråken ligger nära Norrbyskär och byarna Järnäs, Öre och Håknäs. Kråken by och ö-gruppen Tjäruskär med ett 15-tal kobbar och skär ligger utanför Öreälvens mynning, i den nordöstra delen av Järnäshalvön. Avståndet till Nordmaling är ca 20 km och till Umeå ca 55 km. Här finns badstränder, grillplatser, skogar och sjöar. Här finns en aktiv byaförening, Kråken-Tjäruskär byaförening, med 2 stugor som används för olika aktiviteter året runt samt en båtkaj med båtnedkörningsramp.
Årligen anordnas tävlingen Kajloppet som är en löpar- och gång tävling som är 3,7 km lång för vuxna och cirka 1,2 km för barn. Tjäruskär är en grupp med öar utanför byn Kråken.